# ハチバン
株式会社ハチバンは、日本の飲食店運営会社。本社を石川県金沢市におく。

## 概要
北陸地方を中心に、ラーメンチェーン店「8番らーめん」、「らーめん元八」などのほか、和食レストラン「八兆屋」などを運営している。また海外においてはタイを中心としてラーメン店を運営している。
社名や店舗名に冠する「8」は、北陸地方を横断する国道8号を意味し、創業店が加賀市の国道8号沿いに立地するたことに由来する。

## 沿革
- 1967年（昭和42年）2月 - 8番らーめん創業。
- 1971年（昭和46年）1月 - 株式会社八番フードサービス設立。
- 1986年（昭和61年）10月 - 株式会社ハチバンに社名変更。
- 1989年（平成元年）12月 - 子会社として株式会社ハチバントレーディングを設立。
- 1993年（平成5年）7月 - 株式を店頭公開（現在のJASDAQ）。
- 2004年（平成16年）12月 - 中華人民共和国・上海市に同地域1号店となる店舗「8番らーめん・上海青浦店」を出店[4]。
- 2005年（平成17年）5月 - 台湾・台北市に同地域１号店となる店舗らーめん元八 ザ・モール店を出店。
- 2010年（平成22年）10月 - 台湾の事業から撤退。
- 2014年（平成26年）2月 - リンガーハットとの資本・業務提携[5][6]。
- 2016年（平成28年）
  - 3月 - リンガーハットとの資本・業務提携を解消。統合計画も白紙となった[7][8]。
  - 7月29日 - 持合株式を買い戻し、リンガーハットとの資本提携を正式に解消[9]。
- 2019年（平成31年・令和元年）
  - 4月1日 - 8番らーめん全店でクレジットカード、電子マネー決済を導入[10]
  - 7月11日 - 8番らーめんベトナム1号店をオープン[11]
- 2020年（令和2年）- 新型コロナウイルスの影響で4月9日から臨時休業していた「野ふうど」を7月7日までに閉店[12][13]。

## グループ
- 8番らーめん グループの中心核となる店舗チェーン
  - 8番らーめんエクスプレス
- 麺座 - 8番の野菜らーめん専門店
- らーめん元八 - 中華そばを中心に提供
- 金澤8キッチン - 北陸自動車道徳光パーキングエリア内
- 風土ぴあ - 道の駅めぐみ白山内
- 八兆屋 - 地酒や旬の料理などオリジナルの手作り料理を提供
- 長八 - 日本海の幸を使ったお寿司や手作り料理を提供
- 市の蔵 - 近江町・海鮮市場料理を提供
- 八兆庵 - そばをメインとし、午後は甘味喫茶、夜はダイニングとして営業[14]
- 八千屋 - 串焼き専門店[14]
- 八番麺工房 - 北陸地方を中心にスーパー、生協、コンビニにオリジナルの麺製品などを販売。他地方においてもOEMで参入している。
- おいもとレモネード - スイーツや飲料を販売するキッチンカー事業[15]

### かつて展開していた業態
- 華天麺屋 - 中華メニューを提供
- 野ふうど - 地産地消のブッフェ式レストラン
- アジアンデイズ - 飲茶や鍋を食べ放題で提供
- 蔵八 - しゃぶすきと手作り料理の提供